# Le Rêve du papillon (bande dessinée)
 (septembre 2014).
Pour les articles homonymes, voir Le Rêve du papillon (homonymie).
Le Rêve du papillon est une série de bande dessinée en quatre tomes créée par Richard Marazano et Luo Yin aux éditions Dargaud et L'École des loisirs pour sa version en édition de poche.
L'histoire est librement inspirée de la parabole éponyme de Tchouang-Tseu, d'Alice au pays des merveilles de Lewis Carroll et de La Petite Fille aux allumettes d'Hans Christian Andersen.

## Albums
- 1 Lapins sur la lune, Dargaud, 2010
Scénario : Richard Marazano - Dessin et couleurs : Luo Yin
- 2 Stupides ! Stupides espions !, Dargaud, 2011
Scénario : Richard Marazano - Dessin et couleurs : Luo Yin
- 3 Les ficelles du cordonnier, Dargaud, 2012
Scénario : Richard Marazano - Dessin et couleurs : Luo Yin
- 4 Hamster au printemps, Dargaud, 2014
Scénario : Richard Marazano - Dessin et couleurs : Luo Yin

## Récompenses et distinctions
- 2010-2011 : Le Rêve du papillon T.1 est nommé pour le prix « livre en tête » de la meilleure bande dessinée junior par l'Union Nationale Culture et Bibliothèques pour tous
- 2011 : Le Rêve du papillon T.1 est nommé pour le prix du meilleur album jeunesse du festival d'Angoulême
- 2011 : Le Rêve du papillon T.2 est nommé pour le « Grand prix des lecteurs du journal de Mickey ».